# مودورو
مودورو شخصیتی از دوران گوانگ‌گه‌تو بزرگ، نوزدهمین امپراتور گوگوریو است. وجود مودورو برای اولین بار در اکتبر ۱۹۳۵ از طریق کشف سنگ‌نبشته مودورو در هایانگ-ائودو، تپه‌ای در شمال شرقی شهرستان جی‌آن، استان جی‌لین، چین، روبروی مانپو، استان چاگانگ، کره شمالی، به جهانیان شناسانده شد.

## حرفه
اجداد خانواده مودورو، طبق سنگ قبرشان، از بویو شمالی آمده‌اند و در زمان پادشاه دونگ میونگ سونگ به این منطقه منتقل شده‌اند. در اوایل قرن چهارم، برادر بزرگ‌تر به نام یئومو نقش کلیدی در احیای خانواده مودورو ایفا کرد و نشان می‌دهد که آن‌ها در جامعه از مقام بالایی برخوردار بوده‌اند. در زمان سلطنت پادشاه گوانگتو، مودورو به خاطر دستاوردهای پدربزرگش مورد توجه پادشاه قرار گرفت و به عنوان فرمانده نظامی به زادگاه پادشاه، بویو شمالی، فرستاده شد. گفته می‌شود که او پس از شنیدن خبر فوت پادشاه در مقامش، به دور از وطنش به سوگ نشست. هرچند اطلاعات دقیقی از خانواده مودورو در دست نیست به دلیل مفقود شدن سنگ نبشته، اما می‌توان فرض کرد که پس از یئومو، این خانواده همواره ارتباط نزدیکی با سلطنت داشته و نسل به نسل احترام و قدرت را در بویو شمالی حفظ کرده‌اند. این نشان می‌دهد که خانواده مودورو نه تنها در تاریخ محلی بلکه در ساختار سیاسی آن زمان نیز نقش مهمی ایفا کرده‌اند.
مقبره مورودو مقبره ای مرتبط با نگهبان گوگوریو از دوره سه پادشاهی است که در هایانگ-ایو دو، شهر جیان، شهر تونگوا ، استان جی‌لین، چین واقع شده است.